# Frank Calvert
Frank Calvert (1828 - 1908) was een Engelse amateurarcheoloog die als eerste opgravingen deed in Hisarlık, de heuvel die de ruïnes van Troje bevat.
Calvert stamde uit een Engelse handelsfamilie, en leefde net als diverse van zijn familiegenoten in Troas, de streek in Noordwest-Turkije rond Troje, waar diverse leden van de familie als consul voor westerse landen dienstdeden. Calvert en zijn broers deden diverse opgravingen.
In de jaren 50 kocht hij de oostelijke helft van Hisarlık. Aanvankelijk dacht hij dat dit Ilion was, de Grieks-Romeinse opvolgerstad van Troje, maar later geloofde hij, dat het (ook) Troje zelf moest zijn. Hij deed enkele proefopgravingen, waarbij hij echter niet tot in de lagen uit de bronstijd kwam; wel stelde hij vast dat er inderdaad oudere bewoningslagen onder die uit de Griekse en Romeinse stad waren.
In 1863 vroeg hij het British Museum om een subsidie van £100 voor verdere opgravingen, maar deze werd geweigerd. In 1868 kwam Heinrich Schliemann, ook een amateurarcheoloog met belangstelling voor Troje, maar bovendien met veel geld, naar Troas. Hij was degene die in 1871 de eerste grootschalige opgravingen in Hisarlık leidde.
- Bibliothèque nationale de France: cb136183190 (data)
- Gemeinsame Normdatei: 11766913X
- International Standard Name Identifier: 0000 0000 6674 4230
- Library of Congress Control Number: n98016788
- Nationale Bibliotheek van Letland: 000156474
- Nationale Bibliotheek van Tsjechië: jx20061116001
- Nationale Bibliotheek van Israël: 987007259207005171
- Nederlandse Thesaurus van Auteursnamen: 182313751
- LIBRIS: 208544
- SNAC: w6t54dn0
- Système universitaire de documentation: 056592183
- Virtual International Authority File: 795638
- WorldCat: E39PBJrchJgfQBtHfxRRVtfQbd